# Вайт-Гейвен (Пенсільванія)
Вайт-Гейвен (англ. White Haven) — місто (англ. borough) в США, в окрузі Лузерн штату Пенсільванія. Населення — 1166 осіб (2020).

## Географія
Вайт-Гейвен розташований за координатами 41°3′32″ пн. ш. 75°47′7″ зх. д. / 41.05889° пн. ш. 75.78528° зх. д. (41.058926, -75.785239).  За даними Бюро перепису населення США в 2010 році місто мало площу 3,23 км², з яких 3,16 км² — суходіл та 0,07 км² — водойми.

## Демографія
Згідно з переписом 2010 року, у селищі мешкало 1097 осіб у 468 домогосподарствах у складі 307 родин. Густота населення становила 340 осіб/км².  Було 535 помешкань (166/км²).
Расовий склад населення:
| - 97,6 % — білих - 0,7 % — азіатів - 0,5 % — чорних або афроамериканців - 0,3 % — корінних американців |

До двох чи більше рас належало 0,5 %. Частка іспаномовних становила 3,2 % від усіх жителів.
За віковим діапазоном населення розподілялося таким чином: 20,3 % — особи молодші 18 років, 63,7 % — особи у віці 18—64 років, 16,0 % — особи у віці 65 років та старші. Медіана віку мешканця становила 42,0 року. На 100 осіб жіночої статі у селищі припадало 85,3 чоловіків;  на 100 жінок у віці від 18 років та старших — 85,6 чоловіків також старших 18 років.
Середній дохід на одне домашнє господарство  становив 64 988 доларів США (медіана — 51 776), а середній дохід на одну сім'ю — 72 873 долари (медіана — 61 364). Медіана доходів становила 41 397 доларів для чоловіків та 31 442 долари для жінок. За межею бідності перебувало 14,4 % осіб, у тому числі 21,8 % дітей у віці до 18 років та 10,5 % осіб у віці 65 років та старших.
Цивільне працевлаштоване населення становило 595 осіб. Основні галузі зайнятості: освіта, охорона здоров'я та соціальна допомога — 20,5 %, виробництво — 11,9 %, мистецтво, розваги та відпочинок — 11,3 %.